# ۱۵۲۵ (میلادی)
۱۵۲۵ (میلادی) هزار و پانصد و بیست و پنجمین سال تقویم میلادی است.

## رویدادها
- وقوع نبرد پاویا

## درگذشتگان
‎